# Medvědice (rod)

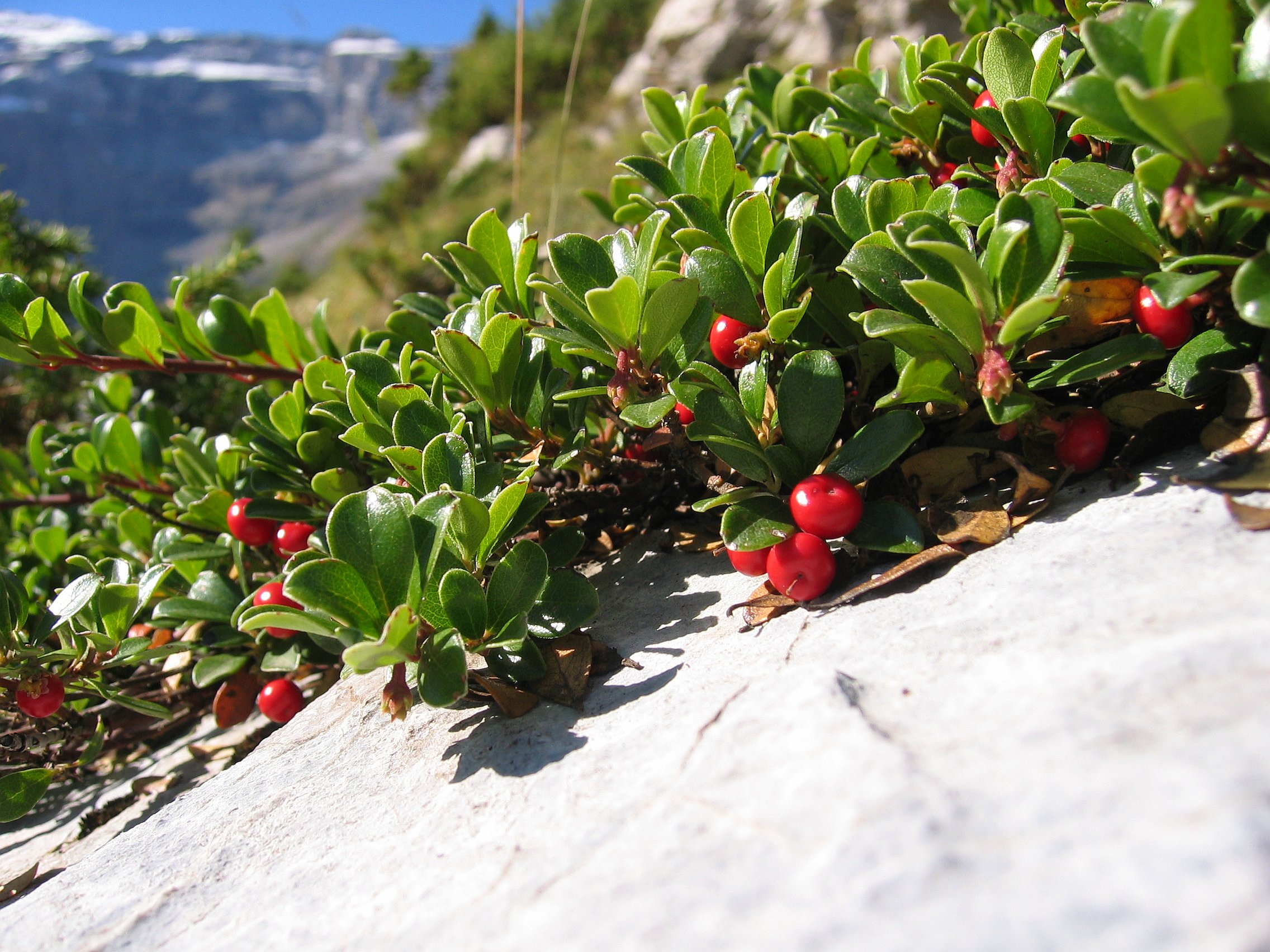
Medvědice lékařská (Arctostaphylos uva-ursi)

Medvědice (Arctostaphylos) je rod keřů nebo malých stromů z čeledi vřesovcovité, s oranžovou, nebo červenou kůrou a tuhými, zkroucenými větvemi.

## Popis

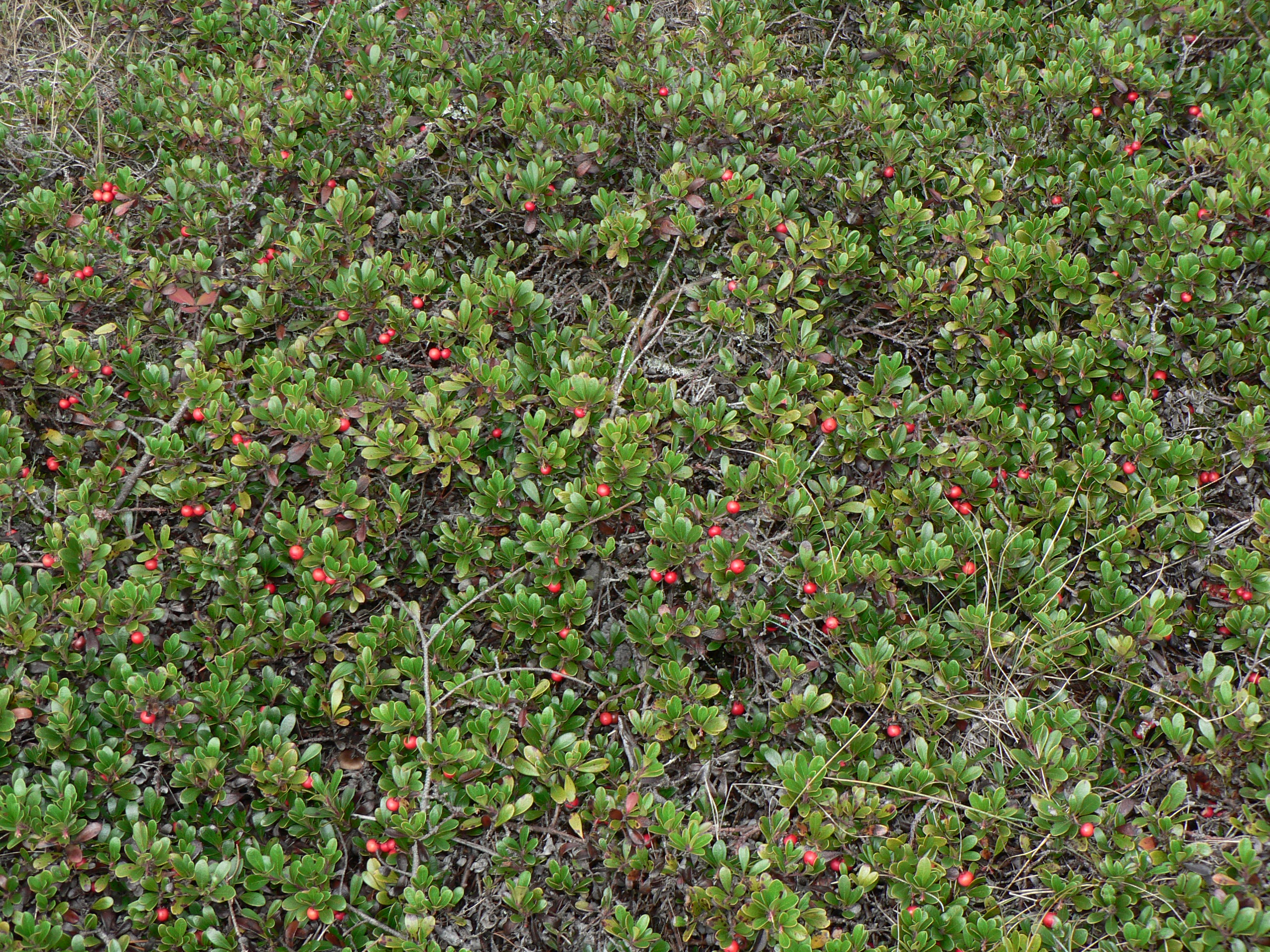
Medvědice lékařská

Existuje asi 60 druhů řazených do rodu medvědice, od plazivých pobřežních a horských druhů, po malé stromy až 6 metrů vysoké. Většina z nich jsou stálezelené rostliny (jeden druh je opadavý), s malými oválnými listy 1–7 cm dlouhými, uspořádanými na stonku do spirály. Květy jsou zvonkovité, bílé nebo světle růžové, nahloučené po 2–20. Kvete na jaře. Plody jsou malé bobule, zrající v létě nebo na podzim. Bobule některých druhů jsou jedlé, např. Arctostaphylos pungens, Arctostaphylos tomentosa.

## Vybrané druhy
K zástupcům tohoto rodu patří:
- medvědice alpská (Arctostaphylos alpina), synonymum Arbutus alpina, Arctostaphylos alpinus, Arctous alpina (L.) Nied., Mairania alpina
- medvědice lékařská, v češtině také hrozník, kostrounek, medvědice léčivá, tolokněnka, latinsky (Arctostaphylos uva-ursi) (L.) Spreng., synonymum Arctostaphylos adenotricha (Fern. & J.F. Macbr.) A.& D. Löve & Kapoor

## Rozšíření

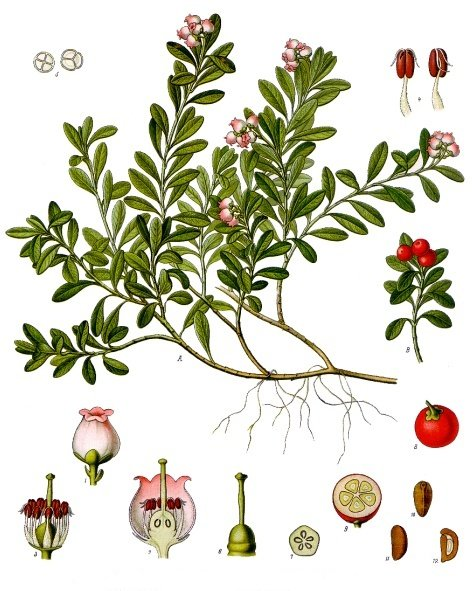
Medvědice lékařská

Porosty medvědice najdeme v tzv. chaparralech, významném biomu západní Severní Ameriky. Rozšíření sahá od jižní Britské Kolumbie v Kanadě přes Washington po Kalifornii a Nové Mexiko v USA, a všude po celém severním a středním Mexiku.
Tři druhy medvědice – medvědice alpská (Arctostaphylos alpina), Arctostaphylos rubra a medvědice lékařská (Arctostaphylos uva-ursi) – jsou přizpůsobeny arktickému a subarktické klimatu a na Severní polokouli jsou rozšířeny v severní Severní Americe, Asii a Evropě. V ČR roste pouze medvědice lékařská (Arctostaphylos uva-ursi), v Rakousku a na Slovensku ale také medvědice alpská (Arctostaphylos alpina), tu najdeme i v Alpách a v Belianských Tatrách.
Neobvyklá společenstva medvědice se nachází na Hood Mountain, v Sonoma County, Kalifornii, kde stojí trpasličí les.

## Použití
Ve střední Evropě se začala používat jako léčivá rostlina od 18. století. I dnes se některé druhy se používají v domácím léčitelství. Pro účely domácího léčitelství se sbírá list, lze jej sbírat celoročně.
Říká se, že urologický čaj je výborným protizánětlivým prostředkem, ale není to pravda, podle návodu, který je na obalu, se nemohou po čtvrthodinovém louhování uvolnit látky z medvědice lékařské, zejména arbutin. Ty se uvolňují až mnohem déle, po 45 minutách louhování. Urologický čaj musíme tudíž louhovat po mnohem delší dobu, jinak získáváme čaj pouze močopudný, nikoli protizánětlivý.

## Pěstování
[zdroj?] Nadměrné zálivce je třeba se vyhnout v horkém počasí. Medvědice lékařská však snáší slunce i polostín, je nenáročná, vyžaduje písčitohumózní půdu, snáší i sucho. Medvědice lékařská se množí výsevy, řízky a dělením.

## Ohrožení
V ČR přirozeně rostoucí medvědice lékařská (Arctostaphylos uva-ursi) patří k silně ohroženým druhům a je chráněna i zákonem. Chráněná je i na Slovensku, v Německu a Švýcarsku.

## Toxicita
Medvědice lékařská, používaná v Česku v domácím léčitelství, obsahuje glykosid arbutin a její dlouhodobé používání jako léčivé rostliny není vhodné, působí zhoubně na jaterní tkáň. Při předávkování může způsobit poškození jater a glykosurii.